# Pedro Cunha Cruz
Pedro Cunha Cruz (ur. 16 czerwca 1964 w Rio de Janeiro) – brazylijski duchowny katolicki, biskup Campanha w latach 2014-2025, biskup Nova Friburgo od 2025. 

## Życiorys
Święcenia kapłańskie przyjął 4 sierpnia 1990 z rąk kardynała Eugênio de Araújo Salesa i został inkardynowany do archidiecezji Rio de Janeiro. Pracował głównie jako duszpasterz parafialny, był także m.in. dyrektorem studiów w archidiecezjalnym seminarium (1991-1993) oraz wykładowcą i dyrektorem miejscowego wydziału filozoficznego.
24 listopada 2010 papież Benedykt XVI mianował go biskupem pomocniczym archidiecezji Rio de Janeiro oraz biskupem tytularnym Agbia. Sakry biskupiej udzielił mu 5 lutego 2011 arcybiskup Orani João Tempesta. Po sakrze pełnił funkcję wikariusza generalnego archidiecezji.
20 maja 2015 papież Franciszek mianował go biskupem koadiutorem diecezji Campanha. Rządy w diecezji objął 25 listopada 2015, po przejściu na emeryturę poprzednika. 
2 lipca 2025 papież Leon XIV przeniósł go na urząd biskupa Nova Friburgo. 